# Теодора Хаджидимитрова
Теодора Захариева Хаджидимитрова е българска художничка и общественичка.

## Биография
Родена е в Сливен на 7 май 1884 г. Баща ѝ е Захария Господинов – участник в легията на Георги Раковски, по-големият му брат участва в четата на Хаджи Димитър и загива при вр. Бузлуджа, а по-малкият му брат Илия, известен с хайдушкото си име Гунчо войвода, води дружина в Стара планина.
Получава началното си образование в Сливен, след което завършва с отличен успех Девическата гимназия „Царица Йоана“ в Стара Загора. През 1911 – 1914 г. учи в Анверската академия за изящни изкуства, Белгия. Там изучава дисциплините „История на изкуството“ и „История на облеклото“, които по-късно се превръщат в основа на дейността ѝ.
След завръщането си в Сливен през 1914 г. се обвързва със сливенския художник Георги Хаджидимитров. Участва в борбата за политически права на жените, става жена в управата на Сливенската община. През 1924 г. участва в основаването на женска група на Радикалната партия. Учителства в Сливенската девическа гимназия, Сливенската мъжка гимназия и в Девическото професионално училище на Женското благотворително дружество „Майчина длъжност“ в Сливен. През 1932 г. участва в основаването на Групата на художниците, а през 1935 – 1947 г. е председател на дружество „Алианс Франсез“ в Сливен. Издава и редактира „Вестник за младото момиче“ (1940). Изучава народно везмо и тъкачество, авторка е на учебници по история на облеклото и българската национална носия.
Сливенското женско дружество през 1932 г. открива Девическо професионално училище. Постъпва като учителка в училището, а от Министерството на просвещението ѝ е възложено да напише учебник по „Обща история на облеклото“. Изследва сливенските родове и фолклор, написва изследването „Жената в изкуството“ и романа „Вулкан ще изригне“. Умира в Сливен през 1963 г.
Личният ѝ архив се съхранява в Държавен архив – Сливен. Състои се от 39 архивни единици.